# Omaso

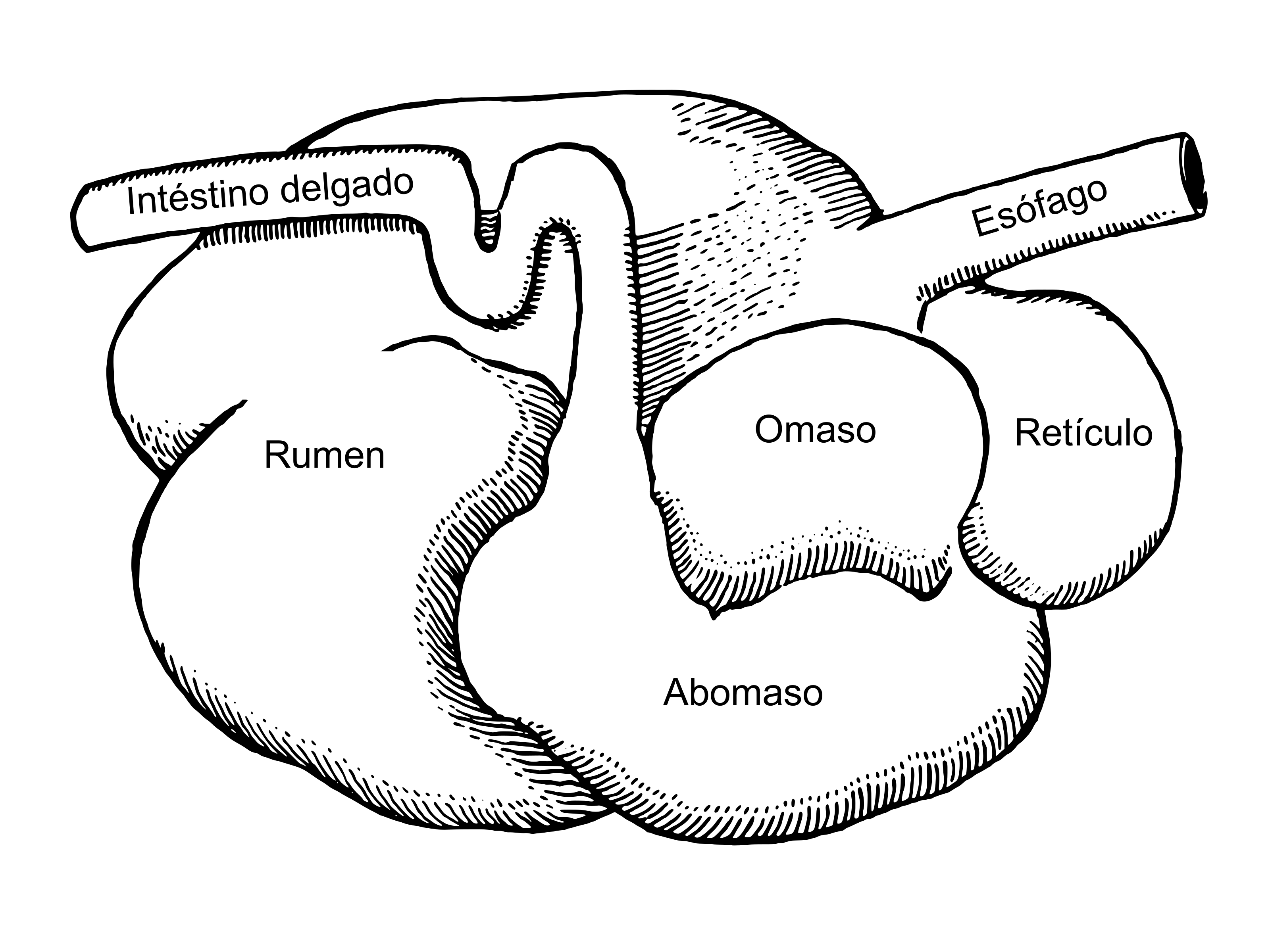
Omaso, situado en la parte central del aparato digestivo (omasum)

El omaso, libro o librillo es el tercer estómago de los rumiantes, más aplanado que el bonete, oblongo, encorvado, situado oblicuamente al lado derecho del abdomen entre el hígado y el saco derecho de la panza, aplicado por el lado izquierdo al bonete y por el derecho a la base del cuajo. 
Se distinguen en él dos caras:
- la anterior mira al hígado y al diafragma
- la posterior al saco derecho de la panza

Se distinguen igualmente dos encorvaduras:
- la mayor, de figura convexa está atada al cuajo y a la panza por el epiplon
- la menor, cóncava corresponde a la parte superior del bonete

La cara interna presenta la continuidad de la gotiera y los dos orificios de este receptáculo, de los cuales el uno corresponde al bonete y el otro al cuajo. También se notan en ella una multitud de láminas colocadas en grupos y fijas a lo largo de la grande encorvadura; su borde inferior se halla flotante y libre y se dirige hacia la gotira escatofagia. Cada grupo presenta en su mitad una hoja central y está compuesto de un número más o menos considerable de láminas, arregladas simétricamente a derecha e izquierda y son menos estrechas a medida en que se apartan de la lámina impar y están separadas en su base por láminas dentelladas. Todos estos grupos diferentes entre sí por su número y tamaño tienen sus hojas llenas de pezoncillos cónicos más o menos gruesos y elevados a proporción, que se aproximan al interior del librillo y forman por el lado de este receptáculo una multitud de gotieras en las que se sientan y detienen las sustancias fibrosas. 
El orificio del librillo que corresponde al cuajo es redondo y deja paso libre a las materias que han de depositarse en el cuarto estómago. Las membranas que constituyen esta cavidad son idénticas a las de los demás estómagos pero con la diferencia de que la interna o foliculosa produce las láminas de que acabamos de hablar y la base de los bordes dentellados se debe a la membrana carnosa. El librillo recibe mayor número de vasos que la panza y el bonete, lo que indica una secreción mayor y más abundante. 
Este receptáculo sirve para contener los alimentos que tienen que sufrir las últimas mutaciones para ser completamente digeridos. Retiene las materias fibrosas que no han sido suficientemente masticadas las reduce y empapa de los líquidos que las hace cambiar de naturaleza para la quimificación.